# Foden-NC
Il Foden-NC è stato un modello di scarso successo di autobus a due piani costruito tra il 1975 e il 1978 dalla Foden Trucks  di Sandbach e dalla Northern Counties di Wigan, Gran Bretagna.

## Origine
La principale attività della Foden era legata alla costruzione di camion anche se in passato aveva realizzato anche dei telai da allestire. La Northern Counties era invece una società specializzata nella costruzione di carrozzerie con le quali allestire telai prodotti da altre società. Al momento dell'avvio del progetto la British Leyland era il principale costruttore di autobus a due piani della Gran Bretagna con i suoi modelli Atlantean, Fleetline e Bristol VR. Il Foden-NC era concepito proprio per competere in questo mercato e quindi contro questi modelli.

## Progetto
Il Foden-NC era un progetto semi-integrale e questo significava che aveva un telaio che lo sosteneva anche se la carrozzeria aveva una sua capacità strutturale.
La trasmissione si dimostrò debole con il cambio Allison che si rivelò inefficiente mentre la trasmissione realizzata dalla Foden era soggetta a molte avarie. La Derby City Transport successivamente montò sul suo Foden-NC una trasmissione Voith proprio per risolvere questo problema.
L'aspetto della carrozzeria prodotta dalla Northern Counties era molto simile a quella di altri modelli quali l'Atlantean e il Fleetline.

## Produzione
Furono completati solo sette veicoli. Uno di questi venne dotato di carrozzeria East Lancs al posto di quella Northern Counties. Un ottavo mezzo, parzialmente completato, venne utilizzato per le prove.
I veicoli furono utilizzati dai seguenti operatori:
- Greater Manchester PTE - due, targhe LNA 258P e PNE 358R, numero 1435 e 1436
- West Yorkshire PTE - uno, targa TUB 250R, numero 7250
- West Midlands PTE - uno, targa ROC 300R, numero 6300
- South Yorkshire PTE - uno (con carrozzeria East Lancs), targa SWG 311S, numero 511
- Derby City Transport - uno, targa WTO 101S, numero 101
- Potteries Motor Traction - uno, targa WVT 900S, numero 900

I veicoli ebbero una vita lavorativa inferiore alla media. Due veicoli, il TUB 250R e il ROC 300R, sono stati conservati e sono arrivati ai giorni nostri grazie alle cure della Aintree Coachline di Liverpool.